# Wincenty Giżycki

Herb Gozdawa

Wincenty Giżycki herbu Gozdawa (XV w.).
Marszałek książąt mazowieckich w Czersku i Warszawie (1446), kasztelan wiski (1465). Brat Pawła Giżyckiego – biskupa płockiego i
Zygmunta (XV w.) doktora dekretów, prepozyta płockiego. Z córką jego Katarzyną ożenił się Spytek Melsztyński (zm. ok. 1503).
Był gwarantem pokoju toruńskiego 1466 roku.